# Джеймс Тоубин
Джеймс Тоубин (на английски: James Tobin, произношение ) е американски икономист, носител на Нобелова награда за икономика през 1981 г. за неговия анализ на финансовите пазари и взаимовръзката им от разходните решения, употреба, продукция и цени.

## Биография
Роден е на 5 март 1918 г. в Шампейн, Илинойс, САЩ. През 1935 г., по съвет на баща си, влиза в Харвард, където следва икономика. След завършването си преподава в Йейлския университет.
Джеймс Тоубин е известен със своите теории за иконометрията и таксите, които носят неговото име – „Тоубинови теории“. През 1981 г. получава Нобелова награда за икономика, с което става десетия американец, удостоен с наградата.
Умира на 11 март 2002 г. в Ню Хейвън, Кънектикът, САЩ на 84-годишна възраст.

## Публикувани трудове
- Tobin, James. A note on the money wage problem //  Quarterly Journal of Economics 55.   1941. с. 508–516.
- Tobin, James. A Dynamic Aggregative Model //  Journal of Political Economy 63.2.   1955. DOI:10.1086/257652. с. 103–15.
- Tobin, James. Liquidity Preference as Behavior Towards Risk //  Review of Economic Studies 25.1.   1958. с. 65–86.
- Tobin, James. A General Equilibrium Approach to Monetary Theory //  Journal of Money, Credit, and Banking 1.1.   1969. DOI:10.2307/1991374. с. 15–29.
- Tobin, James and William C. Brainard (1977). Asset Markets and the Cost of Capital. In Richard Nelson and Bela Balassa, eds., Economic Progress: Private Values and Public Policy (Essays in Honor of William Fellner), Amsterdam: North-Holland, 235-62.